# Liste der Naturschutzgebiete im Landkreis Jerichower Land
Im Landkreis Jerichower Land gibt es neun Naturschutzgebiete.
| Name des Gebietes             | Bild           | Kennung | WDPA   | Landkreis / Stadt                                      | Beschreibung / Bemerkungen | Standort | Fläche in Hektar | Datum der Verordnung |
| ----------------------------- | -------------- | ------- | ------ | ------------------------------------------------------ | -------------------------- | -------- | ---------------- | -------------------- |
| Bucher Brack-Bölsdorfer Haken | weitere Bilder | 43      | 14452  | Landkreis Jerichower Land, Landkreis Stendal           |                            | Position | 1087,67          | 05.07.1978           |
| Bürgerholz bei Burg           |                | 156     | 162649 | Landkreis Jerichower Land                              |                            | Position | 941,34           | 03.06.1997           |
| Bürgerholz bei Rosian         |                | 61      | 162650 | Landkreis Jerichower Land                              |                            | Position | 104,84           | 25.05.1994           |
| Dornburger Mosaik             |                | 56      | 162786 | Landkreis Anhalt-Bitterfeld, Landkreis Jerichower Land |                            | Position | 45,83            | 15.12.2003           |
| Fiener Bruch                  | weitere Bilder | 169     | 163095 | Landkreis Jerichower Land                              |                            | Position | 144,77           | 14.11.1997           |
| Magdeburgerforth              | weitere Bilder | 18      | 14444  | Landkreis Jerichower Land                              |                            | Position | 131,32           | 30.03.1961           |
| Ringelsdorf                   |                | 145     | 165185 | Landkreis Jerichower Land                              |                            | Position | 156,71           | 14.10.1994           |
| Taufwiesenberge               |                | 189     | 319198 | Landkreis Jerichower Land                              |                            | Position | 46,73            | 15.11.1999           |
| Weinberg bei Hohenwarthe      |                | 17      | 166221 | Landkreis Jerichower Land                              |                            | Position | 5,48             | 17.03.1939           |

## Quelle
- Landesverwaltungsamt Sachsen-Anhalt
- Common Database on Designated Areas Datenbank, Version 14